# Desiderio da Settignano

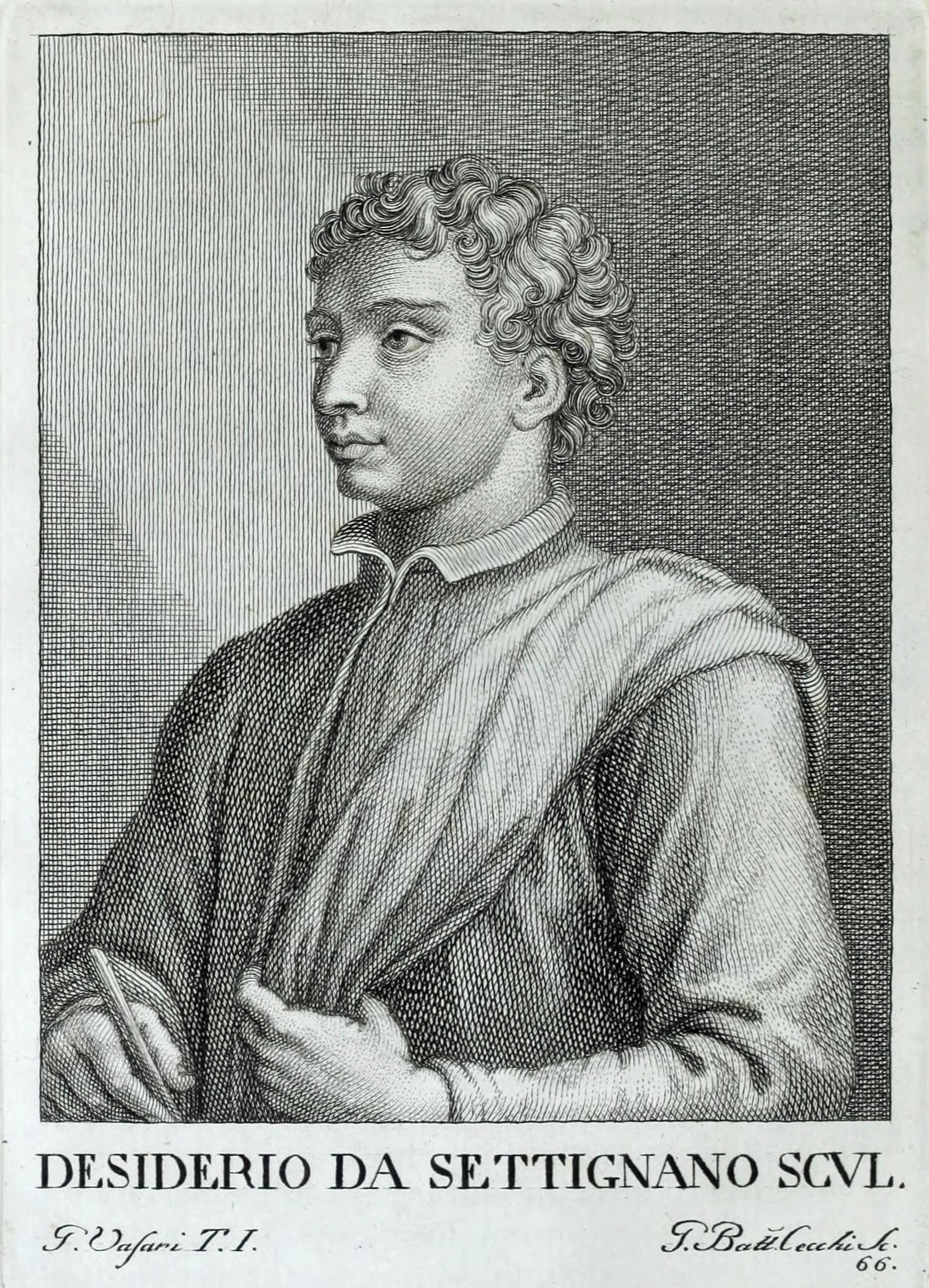
Desiderio da Settignano

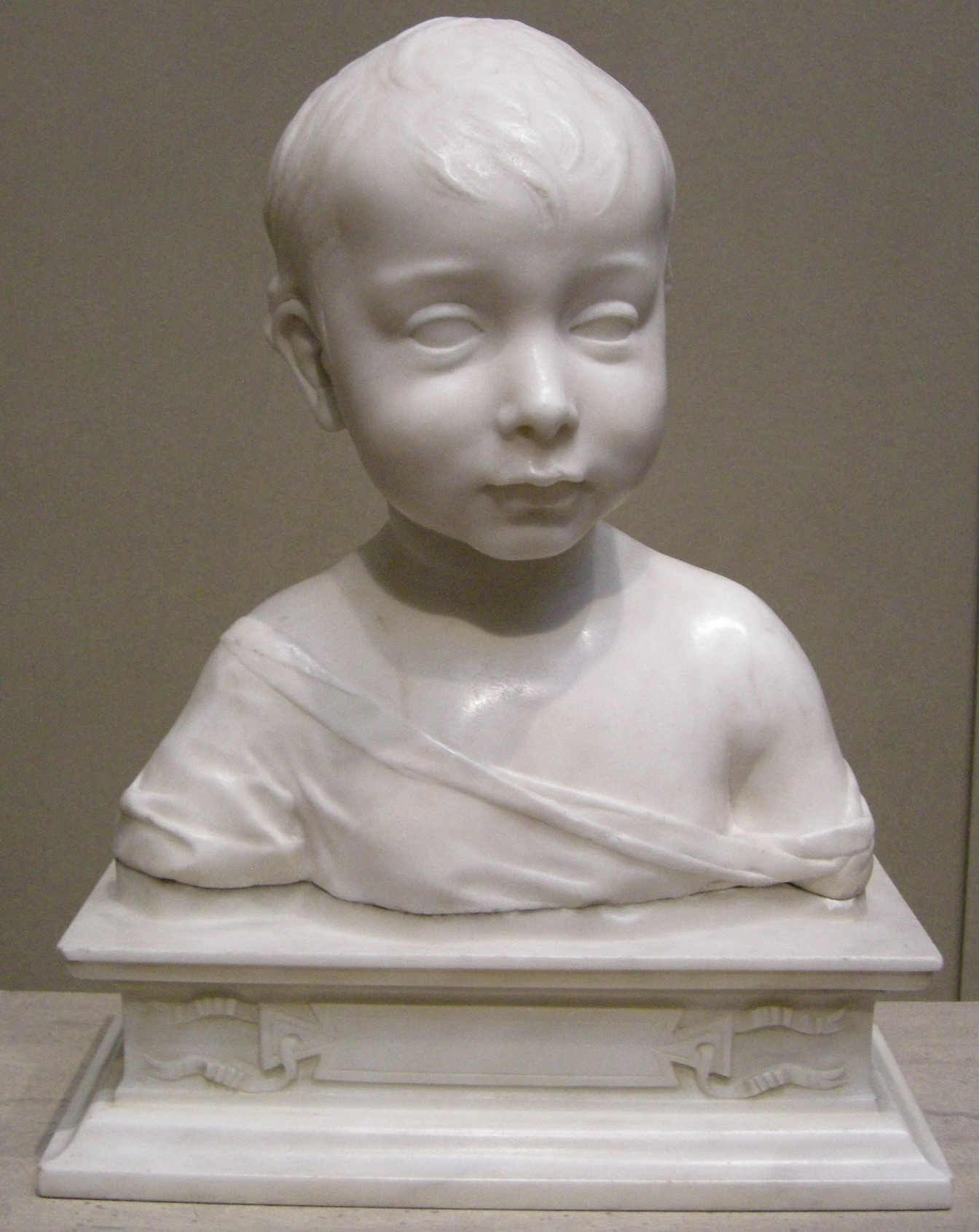
Barnbyst, cirka 1460, National Gallery of Art, Washington

Desiderio da Settignano, född omkring 1428 i Settignano, död 16 januari 1464 i Florens, var en florentisk skulptör.
Desiderio da Settignano utbildade sig under inflytande av Jacopo della Quercia och Donatello, delvis i motsats till den senare, i marmorkonsten och blev en av marmorskulptörernas främsta företrädare under den tidiga renässansen. Typiska är hans kvinnobyster med nobelt inspel och fint själsintryck (flera byster, bland annat en av Marietta Strozzi finns på Staatliche Museen i Berlin). Desiderio da Settignanos främsta arbeten är i övrigt Carlo Marsuppinis gravvård i Santa Croce och sakramentskapellets tabernakel i San Lorenzo i Florens.